# 生命系统中的旋转运动

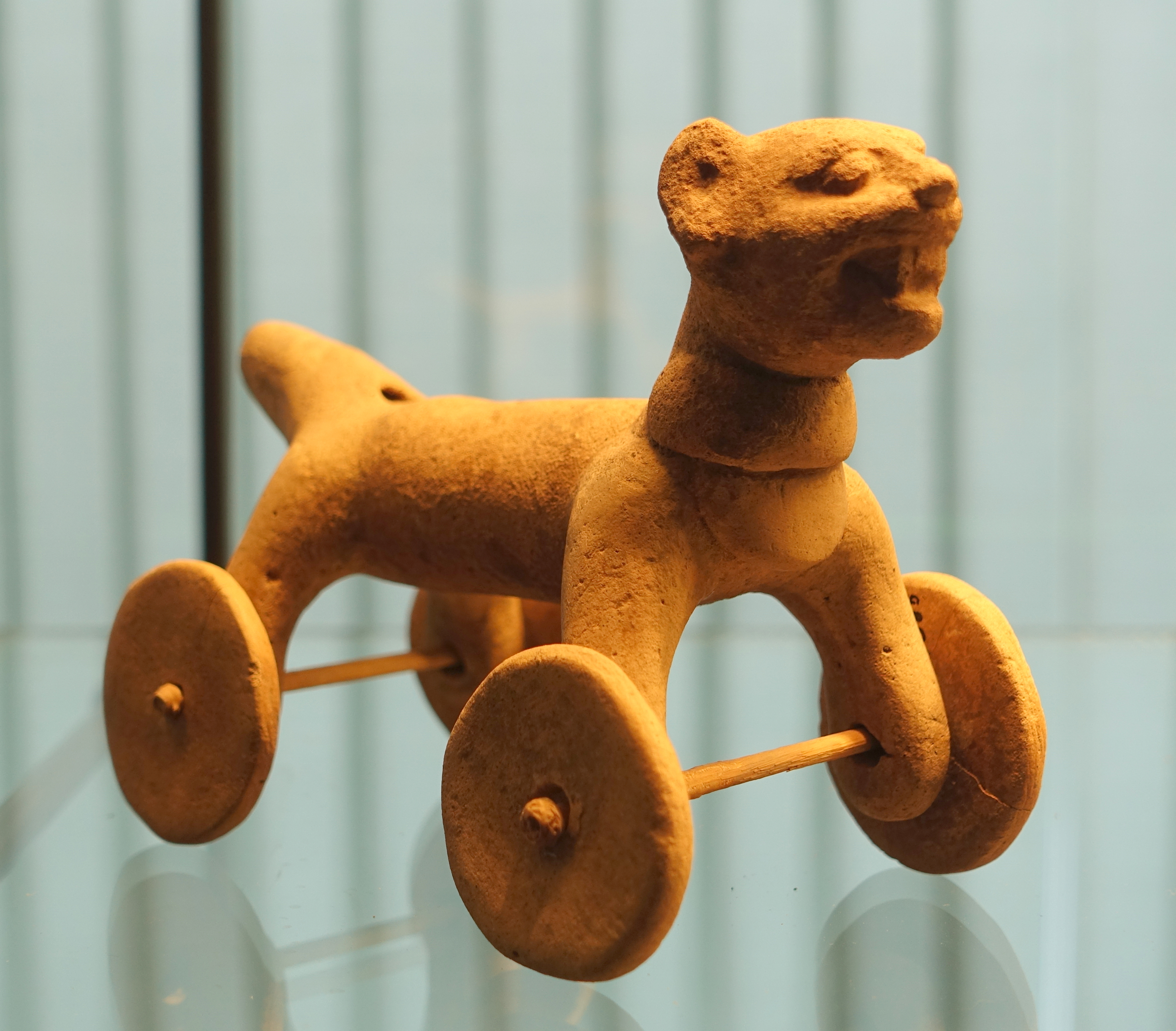
前哥倫布時期墨西哥的带有轮子的动物玩具

轮子和螺旋桨这样的转动结构对于交通工具来说必不可少，但对生物的运动似乎并没有重要意义。尽管存在一些能够滚动运动的生物，也有鞭毛利用旋转来推进生物前进的例子，但总体上可转动结构在生物里十分罕见。
在生命体中，轮式结构的缺乏可以从两个方面来粗略解释。首先，在自然选择下，生物为了进化出轮子，必须先经受发育和进化的考验。另一方面，在自然环境中，轮式结构与其他诸如跑步或滑行等运动方式相比时，并不具有优势。这解释了为什么生物体即便能进化出轮式结构，拥有这一结构的生物也极为稀有。环境因素下体现的劣势统一也解释了为什么有一些历史文明曾经放弃了使用轮子的交通方式。

## 生物学中已知的旋转运动实例
利用转动的运动方式主要有两种类型：一种是纯滚动，一种是绕旋转轴进行的旋转运动。许多生物所进行的旋转类型都是前一种，而后一种仅在单细胞生物中存在。:396

### 滚动

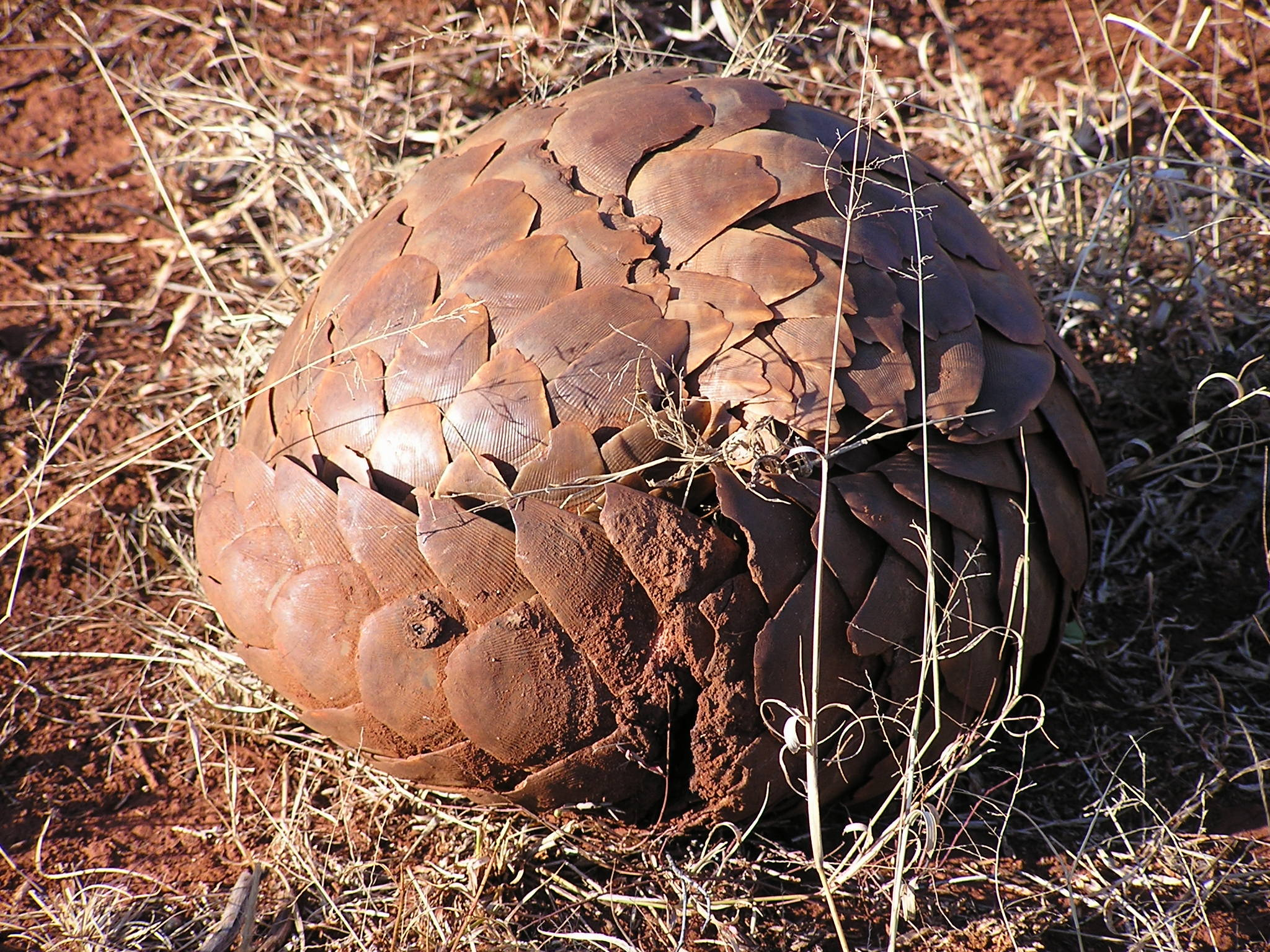
处于防御姿态的南非穿山甲，其在这种形态下可以进行滚动。

一些生物可以将滚动作为其运动方式。不过这些并不能算作使用轮子的例子，因为这些生物是作为整体滚动，而不是利用单独旋转的独立部分进行滚动。
一些具有延展性体质的物种可以将他们的躯体卷成环状来进行滚动，例如个别种类的毛虫（利用滚动逃脱危险）、,虎甲虫的幼虫、多足类虫、螳螂虾、潮虫以及平头穴螈。其他的物种采用更具球形的姿态进行滚动，主要是为了保护内部躯体免受捕食者攻击。而这一种姿态被以下物种采用：穿山甲、轮蜘蛛、刺猬、犰狳、南非犰狳蜥、等足目动物以及三叶虫化石。人们观察到，穿山甲和轮蜘蛛会主动进行滚动来躲避捕食者。这些物种既可以被动地（在重力或风力影响下）翻滚，也可以通过改变自身形状来产生推进力从而进行翻滚。
  风滚草，作为一些特定植物的地表部分，与这些植物的根部结构分离，并随风进行滚动以散播种子。这类植物尤其生长在开阔的平原环境中。其中最著名的种类是 Kali tragus (也叫做 Kali tragus, 或俄罗斯刺沙蓬)，其于19世纪晚期进入北美，并被归类为有害杂草。灰球菌属的真菌也使用同样的方式传播孢子。

  轮虫属多细胞微生物门，主要被发现于淡水环境中。

尽管它的拉丁语名字“Rotifer” 意为车轮承载体，但这些生物不具备任何可旋转的结构。其拥有的是一圈有节奏地跳动的纤毛，用于捕食和前进。
  角膜细胞是一种皮肤细胞，在伤口愈合过程中会以滚动的方式进行迁移。这类细胞的作用是形成一道屏障以防止病原体进入以及受损组织的水分流失。

  蜣螂能够将动物粪便塑成球形，并用身体将其滚动。通常的方式是向后行走，用后退推动粪球。系统发生学分析表明，这种滚动行为经历了多次独立的进化。这类甲虫的行为在古埃及的文化中被记录下来，并被赋予了神圣的意义。尽管进行滚动的是粪球而不是这些甲虫自身，它们在进行这样的行为时，同那些自身能够滚动的动物一样，也需要克服这类运动的机制问题。

### 自由旋转

#### 宏观层面
动物中，仅有一个已知的有明显的自由旋转结构的例子，尽管它是被用在消化过程而不是移动过程：某些双壳类和腹足类动物的晶杆囊可以进行旋转。:89该晶杆由透明的糖蛋白棒组成，这种蛋白糖棒在由纤毛的囊种会不断形成，并延伸到胃中。纤毛会转动蛋白糖棒，以使其成为股状的粘液。当蛋白糖棒在胃中缓慢溶解时，其会释放消化酶。目前对于活体内晶体柱的旋转速度估算还存在着较大的差异，且尚不清楚这些晶体柱是持续性旋转还是间歇性旋转。

#### 分子层面
目前已知有两个活细胞采用的分子级旋转结构的例子。 ATP 合酶是一种用于能量存储及转移过程中的酶。它与下面讨论的鞭毛马达有一定相似之处。ATP合酶被认为是在模块化演变中出现的，在这一阶段中，两个具有各自功能的亚基相互联系，产生了新的功能。

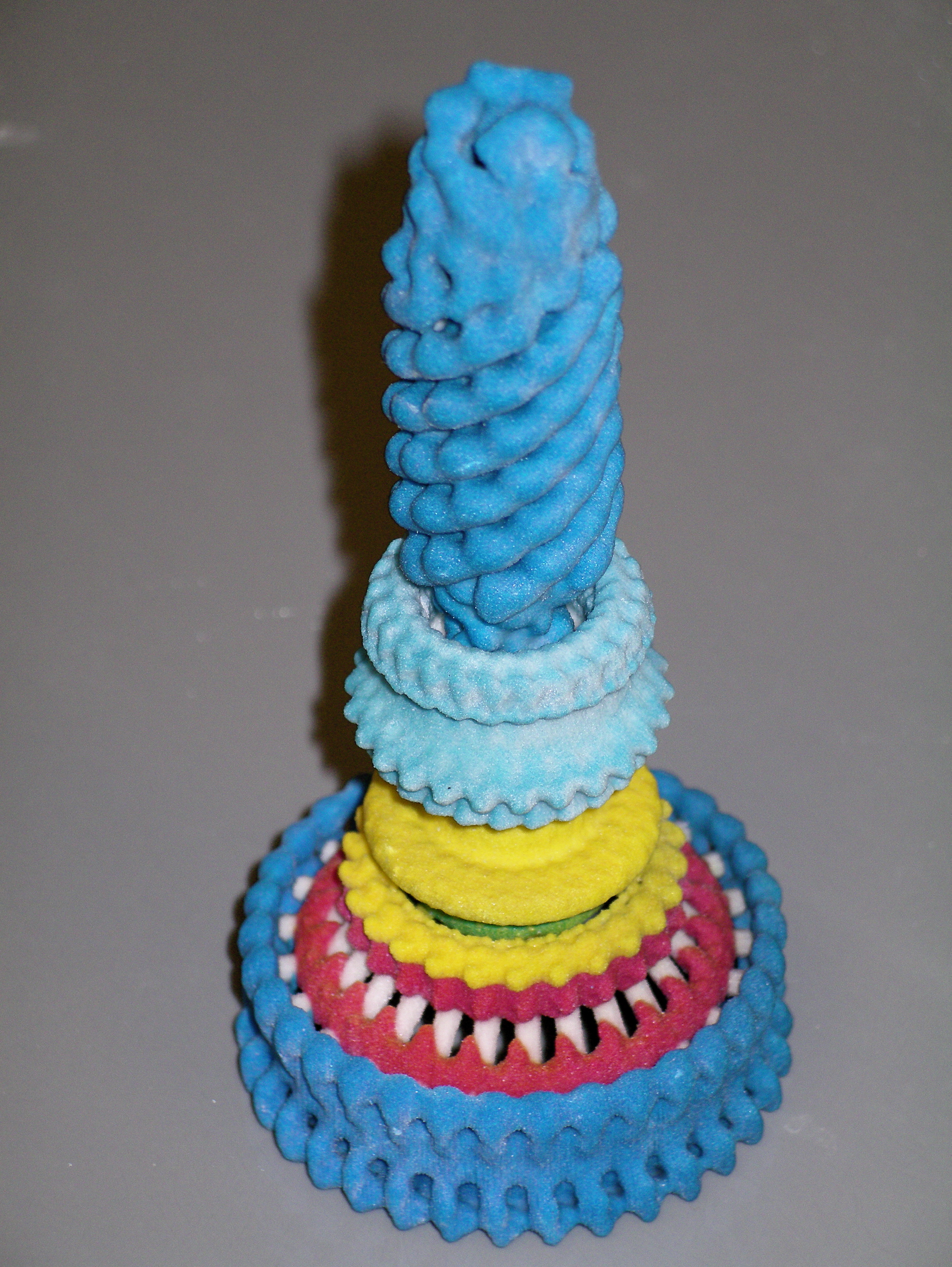
细菌鞭毛基部的模型，一个真实的生物学自由旋转结构实例

唯一已知的“生物轮”是鞭毛（实质是一种能够为固定实体提供持续推进力矩的系统），它是一种类似软木钻的尾巴，被单细胞原核生物用作向前推进。:396最著名的例子是细菌的鞭毛。大约由一般的已知细菌至少有一个鞭毛，这表明旋转可能实际上是生物系统中最常见的运动形式，尽管其仅出现于微观环境。
 在细菌鞭毛的底部，即其伸入细胞膜的地方，有一种驱动蛋白起着旋转引擎的作用。这一引擎由化学渗透驱动，即质子（氢离子）在细菌细胞膜上的流动：这种流动是由细胞代谢形成的分子扩散引起的。（弧菌属细菌由两种鞭毛，侧鞭毛和极鞭毛，其中的一部分鞭毛是由钠离子通道而不是质子通道驱动的。）鞭毛有着极高的效率，能使细菌以每秒60个细胞长度的速度进行移动。鞭毛基部的旋转引擎在结构上于ATP合成酶相似。螺旋菌具有螺旋状的躯体，两端皆有鞭毛。当螺旋菌在水中移动时，其鞭毛会围绕躯体的中轴进行旋转。
古生菌，是一类从细菌分离出来的原核细胞，也同样具有鞭毛（古鞭毛）。古鞭毛由旋转的蛋白质殷勤驱动，这一特质在结构层面和进化层面上与细菌的鞭毛有着显著的区别：细菌鞭毛是由III型分泌系统进化而来，而古鞭毛可能是由IV型菌毛（性菌毛）进化而来的。

一些真核细胞，如眼虫属单细胞生物，也具有鞭毛。但真核细胞的鞭毛在基部并不旋转，而是在尖端进行旋转（类似人手腕不动用手指画圆的动作）。:1105 真核细胞鞭毛，又称纤毛或未达基鞭毛，与原核细胞鞭毛在结构层面和进化层面上有显著不同。

## 生物形成轮式结构的生物屏障
自然界中没有“轮子”存在的现象常被归因于生物学层面的限制：自然选择限制了物种可用的进化途径， 同时，多细胞生物生长和发育的过程中可能无法构造出一个具有实用性的”轮子“

### 进化约束性

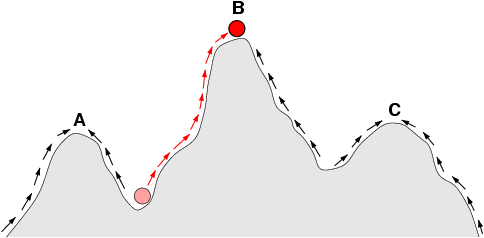
对适应性地图的阐释：该图说明种群会向局部最适度的遗传方向流动。而需要向适应性“低谷”下降的潜在有益变化会被自然选择阻止。

正如目前人们所理解的那样，进化的过程可以帮助解释为什么轮式运动在多细胞生物中没有进化:简单地说，如果一个复杂的结构或系统，当它的不完整形式对生物没有好处时，它就不会继续进化。
  根据新达尔文主义，适应是通过自然选择逐步产生的。所以重大的基因变化通常只会在不降低个体适应性的情况下在种群中传播。虽然中性的变化(没有带来益处的变化)可以通过遗传漂变传播，且有害变化也会在特定情况下传播，:728–729但需要多个步骤的重大变化仅在各中途阶段能够增加物种适应性时才会发生。理查德•道金斯(Richard Dawkins)这样描述:“虽然‘生物轮’的进化从机制上来看是可能的，但由于这一方向的进化在适应性地图中深谷的另一侧，其被不适宜进化的山峰所隔断，进而无法向其进化。在适应性地图中，“生物轮”可能坐落在一个高度有益的进化“峰”上，但峰周围的山谷可能太深或太宽，基因库无法通过遗传漂变或自然选择迁移过去。斯蒂芬·杰伊·古尔德指出，生物适应过程仅限于利用现有的组成部分。他评论说，“轮式结构对于生物来说确实能够发挥大的作用，但是，作为进化遗产遗传下来的结构限制使得动物们无法最终进化出轮子。“:48
因此，自然选择理论解释了为什么轮子不太可能解决生物移动的问题:一个部分进化且缺少一个或多个关键部件的轮子，可能不会给生物带来优势。唯一的例外是鞭毛，这是生物学中唯一已知的自由旋转推进系统的例子;在鞭毛的进化过程中，其组成部件来源于生物体内较老的结构，而这些部件原先并不行驶有关运动的功能。例如，作为现在旋转引擎的基底体，可能是由细菌用于将毒素注入其他细胞的结构进化而来的。 这种对已进化结构的利用称为扩展适应。

分子生物学家 Robin Holliday 曾写道，“生物轮“的缺失现象与神创论或智能设计论对生命多样性的解释相矛盾，因为一个不受进化限制的智能生物，可以在任何可能需要的部位长出轮子来。

### 发育和解剖学上的限制
通过人工制造，不同复杂程度的轮式系统的构建已被证明是十分简单的。同时，动力幻术与摩擦问题也被证明是容易处理的。然而，由于以下原因，由于不同物种的胚胎发育过程有着巨大差异，该过程对轮子的产生是否适宜，或者退一步说，该过程是否能够产生一个正常运转的轮子。
产生轮式多细胞生物所面临的最大的解剖学障碍，在于轮子的静态部分和旋转部分之间的接口。在被动或驱动的情况下，轮子(也可能是轮轴)必须能够相对于机器或机体的其他部分自由旋转。不像动物的关节（运动范围有限），轮子必须能够在不需要被“展开“的情况下进行任意角度的旋转。因此，轮子不能永久地附着在它围绕旋转的轴上(或者，如果轴和轮子固定在一起，轴就不能附着在机器或生物的其他部分上)。对轮与轴的需求带来了一些功能性的问题，但这些问题可能在一定程度上是可以克服的  。